# Cầu Hàm Luông
Cầu Hàm Luông là cây cầu bắc qua sông Hàm Luông trên Quốc lộ 60 nối hai bờ phường Bến Tre với bờ bắc là cù lao Bảo (km 15+500, quốc lộ 60) và bờ nam là cù lao Minh (km 27+000, quốc lộ 60), cách bến phà Hàm Luông 2,3 km về phía thượng lưu. Ngoài cầu chính, công trình này còn bao gồm đường dẫn hai đầu. Cầu được khởi công vào ngày 1 tháng 4 năm 2007, khánh thành đã cho thông xe vào ngày 30 tháng 4 năm 2010. Cầu thuộc dự án trọng điểm chào mừng 1000 năm Thăng Long – Hà Nội và kỷ niệm 35 năm ngày giải phóng miền Nam thống nhất đất nước và được khánh thành vào ngày 24 tháng 4 năm 2010 cùng với cầu Cần Thơ.

## Thông tin về cầu
Cầu Hàm Luông là cây cầu đầu tiên áp dụng nhịp đúc hẫng cân bằng 150m ở Việt Nam và là cây cầu có khẩu độ lớn nhất Việt Nam hiện nay do đội ngũ cán bộ, kỹ sư trong nước tự thiết kế và thi công theo công nghệ mới phức tạp. Cầu cũng là cây cầu quy mô lớn thứ 2 sau cầu Rạch Miễu và lớn thứ 4 ở Đồng bằng sông Cửu Long.
- Tổng chiều dài công trình: 8.216 m, gồm:[2]
  - Cầu chính và cầu dẫn: 1.277 m
  - Cầu trên tuyến: 450 m (cầu Cái Cấm, cầu Chợ Xếp)
  - Đường dẫn vào cầu: 6.486 m

- Cấu trúc: bê tông cốt thép và bê tông dự ứng lực; nhịp chính được thi công bằng phương pháp đúc hẫng cân bằng có khẩu độ 150 m, dài nhất Việt Nam.
- Bề rộng mặt cầu: 16 m với 4 làn xe (2 làn xe ô tô, 2 làn xe hỗn hợp và 2 lề bộ hành)
- Tải trọng thiết kế (cho người đi bộ) là 300 kg/m²
- Tĩnh không thông thuyền: cao 20,5 m, rộng 80 m
- Tổng thầu: Tổng công ty xây dựng công trình giao thông 1 và 4 (Bộ Giao thông vận tải)
- Tải trọng cầu: 30 tấn
- Tổng mức đầu tư là 786,973 tỷ đồng

## Kỷ lục
Dự án được ngành Giao thông vận tải và cả nước ghi nhận đạt được ba kỷ lục.
Thứ nhất là công tác giải phóng mặt bằng chỉ trong 4 tháng, với chỉ đạo quyết liệt của UBND tỉnh Bến Tre, toàn bộ mặt bằng đã được bàn giao cho đơn vị thi công.
Thứ hai là công trình đầu tiên được áp dụng công nghệ đúc hẫng cân bằng vượt khẩu độ lớn đạt 150m tại Việt Nam. Dù khó khăn và vất vả nhưng công trình đã hoàn thành với tính thẩm mỹ cao, khổ thông thuyền rộng rãi, an toàn cho tàu bè qua lại.
Thứ ba là công trình đã vượt tiến độ đề xuất 2 tháng. Vì để đảm bảo chất lượng và tiến độ, nhà thầu và các đơn vị giám sát, Ban Quản lý dự án 7 đã thi công trong ba ca liên tục dưới sự chỉ đạo của lãnh đạo Bộ Giao thông vận tải.